# Feradach Finnfechtnach
Feradach Finnfechtnach, figlio di Crimthann Nia Náir (fl. I secolo), è stato un leggendario re supremo irlandese del I secolo.
Secondo gli Annali dei quattro maestri suo padre Crimthann sarebbe stato detronizzato da Cairbre Cinnchait e Feradach sarebbe andato in esilio da cui poi tornò per reclamare il trono. Secondo Seathrún Céitinn, invece, la rivolta di Cairbre avvenne dopo, mentre Feradach successe normalmente al padre.

## Fonti
- Seathrún Céitinn, Foras Feasa ar Éirinn 1.38
- Annali dei Quattro Maestri M14-36